# Anii 1430
Secole: Secolul al XV-lea - Secolul al XVI-lea - Secolul al XVII-lea
Decenii: Anii 1380 Anii 1390 Anii 1400 Anii 1410 Anii 1420 - Anii 1430 - Anii 1440 Anii 1450 Anii 1460 Anii 1470 Anii 1480
Ani: 1430 | 1431 | 1432 | 1433 | 1434 | 1435 | 1436 | 1437 | 1438 | 1439

## Știință și tehnică

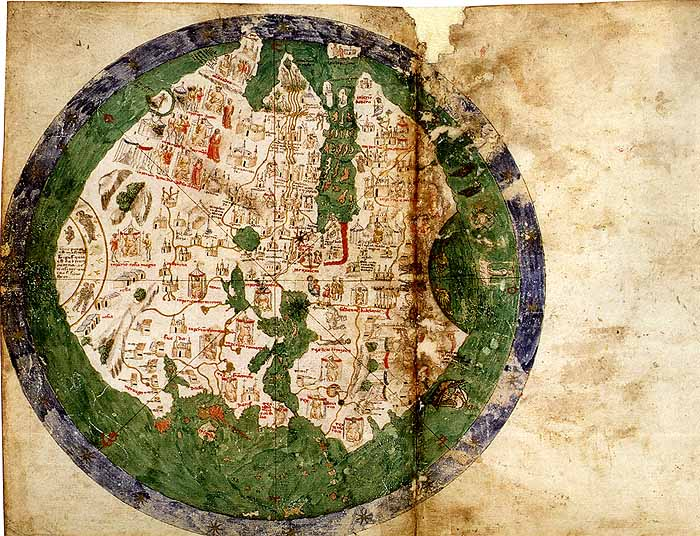
Harta lumii, de Andrea Bianco

- Cartograful italian Andrea Bianco a realizat, în 1436, o hartă a lumii.
- Astronomul mongol Ulug Beg din Samarkand a realizat, în 1437, cel mai mare catalog stelar de la Ptolemeu la Tycho Brahe.